# Луис Комфорт Тифани
Луис Комфорт Тифани (на английски: Louis Comfort Tiffany, 18 февруари 1848 – 17 януари 1933) е американски художник и дизайнер, работил в областта на декоративните изкуства и известен най-вече с работите си от цветно стъкло в стил ар нуво. Тифани е дизайнер на витражи, мозайки и лампи от цветно стъкло, керамика, бижута, изделия от метал. Той е американският творец, най-често свързван със стиловете ар нуво и естетизъм. Сътрудничи с други известни творци като Локуъд де Форест, Кандис Уийлър и Самюъл Колман. Тифани е първият директор по дизайн в семейната компания, Tiffany & Co., основана от баща му Чарлс Луис Тифани. Тифани получава международно признание като една от най-влиятелните фигури в ар нуво. 

## Семейство
Луис е син на Хариет Оливия Ейвъри Йънг и Чарлс Луис Тифани, основателя на компанията Tiffany & Co.. Луис се жени за Мери Удбридж Годард (ок.1850 – 1884) на 15 май 1872 в Норуич, Кънектикът. Двамата имат четири деца: Мери Удбридж Тифани (1873 – 1963), Чарлс Луис Тифани I (1874 – 1874), Чарлс Луис Тифани II (1878 – 1947) и Хилда Годард Тифани (1879 – 1908). След смъртта на съпругата си, Тифани се жени за Луиз Уейкмън Нокс (1851 – 1904) на 9 ноември 1886. Двамата имат четири деца: Луиз Комфорт Тифани (1887 – 1974); Джулия Дефорест Тифани (1887 – 1973), Ани Оливия Тифани (1888 – 1892) и Дороти Тримбъл Тифани (1891 – 1979). Много от потомците на Тифани са ангажирани в областта на изкуството, в политиката и в научната сфера. Единствено правнукът на Тифани – д-р Родман Милър от Сиатъл, се занимава със стъкло.

## Образование
Тифани учи във Военния колеж в Пенсилвания (днес Университет Уайдънър, Widener University) в Уест Честър и във Военната академия Ийгълсуд (Eagleswood Military Academy) в Пърт Амбой, Ню Джърси. Започва художественото си обучение при Джордж Инес и Самюъл Колман в Ню Йорк.

## Кариера
Луис Комфорт Тифани започва кариерата си като живописец. Около 1875 г. развива интерес към изделията от стъкло и до 1878 г. работи в няколко предприятия за стъкло в Бруклин. През 1879 г., заедно с Кандис Уийлър, Самюъл Колман и Локуд де Форест, основава фирмата Louis Comfort Tiffany and Associated American Artists. Бизнесът просперира под ръководството на Тифани, благодарение на неговия талант, а също и на средствата и връзките на неговия баща.
Желанието на Тифани да се концентрира върху работата със стъкло води до края на фирмата през 1885 г. По-късно същата година Тифани основава собствена фирма за производство на изделия от стъкло. Компанията Tiffany Glass Company е регистрирана на 1 декември 1885 г. и през 1902 г. става известна като Tiffany Studios.
Тифани използва опалесцентно стъкло с разнообразни цветове и текстура, създавайки уникален стил в областта на цветното стъкло. Той се различава от наложилия се дотогава в Европа метод за изработка на цветно стъкло, който предполага прилагане на бои за стъкло и емайл върху безцветно стъкло. Работите на Тифани са повлияни от идеите на английското движение „Изкуства и занаяти“ и неговия лидер Уилям Морис. Сред основните конкуренти на Тифани са Джон Ла Фарж и основателите на компанията Duffner and Kimberly Оливър Кимбърли и Франк Дъфнър. Тифани, Дъфнър, Кимбърли и Ла Фарж са се обучавали в едни и същи предприятия за стъклени изделия в Бруклин в края на 70-те години на 19 век.
През 1893 г. Тифани основава нова фабрика, Stourbridge Glass Company, по-късно наречена Tiffany Glass Furnaces, която се намира в Корона, Куинс, Ню Йорк. През 1893 г. неговото предприятие представя нова техника, „Фаврил“ (Favrile). Лампи на Тифани са представени на Световното изложение през 1893 г. в Чикаго.
Тифани регистрира търговската марка „Фаврил“ на 13 ноември 1894. Голяма част от продукцията на неговата компания се състои в изработката на витражи и лампи, но се предлага и разнообразие от декоративни предмети за интериора. В най-успешния си период фабриката ангажира над 300 занаятчии.
Тифани използва уменията си при дизайна на собственото си жилище – къща с 84 стаи, наречена Лорелтън Хол (Laurelton Hall), в Ойстър Бей, Лонг Айлънд, завършена през 1905 г. По-късно имотът е дарен на фондация за студенти по изкуство, заедно с 60 акра (243 000 m²) земя; продаден е през 1946 г., за да се осигурят средства за стипендии, и е унищожен от пожар през 1957 г.
Тифани поддържа тесни връзки със семейната фирма. Компанията „Тифани“ продава много от изделията, произведени в неговите работилници. Тифани става художествен директор на Tiffany & Co. след смъртта на баща си през 1902 г. Tiffany Studios функционират до 1932 г.

## Смърт
Луис Комфорт Тифани умира на 17 януари 1933 и е погребан в гробището Грийнуд в Бруклин, Ню Йорк.

## Галерия
- Витражи
- Дървото на живота
- „Свети Августин“ в музея „Лайтнър“, Флорида
- Момиче с черешов цвят (ок. 1890)

- Лампи
- Водно конче
- Златен дъжд
- Лотосов лист